# Kelly Druyts
Kelly Druyts (Wilrijk, Anvers, 21 d'octubre de 1989) és una ciclista belga especialista en la pista encara que també competeix en carretera. Del seu palmarès destaca el Campionat del món en Scratch. Actualment milita a l'equip Sport Vlaanderen-Guill D'Or.
El seus germans Gerry, Jessy, Demmy i Lenny també es dediquen professionalment al ciclisme.

## Palmarès en pista
- 2007
  -  Campiona de Bèlgica en Puntuació
  -  Campiona de Bèlgica en Keirin
  -  Campiona de Bèlgica en Persecució
  -  Campiona de Bèlgica en Velocitat per equips (amb Jenifer De Merlier)
- 2008
  -  Campiona de Bèlgica en Scratch
  -  Campiona de Bèlgica en Persecució per equips (amb Jolien D'Hoore i Evelyn Arys)
  -  Campiona de Bèlgica en Velocitat per equips (amb Jolien D'Hoore)
- 2009
  -  Campiona de Bèlgica en Puntuació
  -  Campiona de Bèlgica en Òmnium
  -  Campiona de Bèlgica en Persecució
  -  Campiona de Bèlgica en Persecució per equips (amb Jolien D'Hoore i Jessie Daams)
  -  Campiona de Bèlgica en Velocitat per equips (amb Jolien D'Hoore)
- 2010
  -  Campiona d'Europa sub-23 en Persecució per equips (amb Jolien D'Hoore i Jessie Daams)
  -  Campiona de Bèlgica en Persecució per equips (amb Jolien D'Hoore i Jessie Daams)
  -  Campiona de Bèlgica en Velocitat per equips (amb Jolien D'Hoore)
- 2011
  -  Campiona de Bèlgica en Puntuació
  -  Campiona de Bèlgica en Òmnium
  -  Campiona de Bèlgica en Scratch
  -  Campiona de Bèlgica en Persecució
  -  Campiona de Bèlgica en Persecució per equips (amb Else Belmans i Maaike Polspoel)
- 2013
  -  Campiona de Bèlgica en Puntuació
  -  Campiona de Bèlgica en 500 m.
- 2014
  -  Campiona del món en Scratch
  -  Campiona de Bèlgica en Puntuació
  -  Campiona de Bèlgica en 500 m.
  -  Campiona de Bèlgica en Scratch

### Resultats a laCopa del Món en pista
- 2011-2012
  - 1r a la Classificació general i a la prova de Cali, en Scratch

## Palmarès en ruta
- 2009
  - Campiona del Brabant flamenc en ruta
- 2014
  - Vencedora d'una etapa del Trofeu d'Or
  - Vencedora d'una etapa del Boels Ladies Tour